# Eva Preussová
Eva Preussová, coniugata Sládečková (26 gennaio 1923 – 26 giugno 2016), è stata una cestista cecoslovacca.

## Carriera
Con la Cecoslovacchia ha disputato i Campionati europei del 1950.